# Synageles mexicanus
Synageles mexicanus is een spinnensoort in de taxonomische indeling van de springspinnen (Salticidae).
Het dier behoort tot het geslacht Synageles. De wetenschappelijke naam van de soort werd voor het eerst geldig gepubliceerd in 1988 door Cutler.